# Gérard Linard
 (février 2018).
Si vous disposez d'ouvrages ou d'articles de référence ou si vous connaissez des sites web de qualité traitant du thème abordé ici, merci de compléter l'article en donnant les références utiles à sa vérifiabilité et en les liant à la section « Notes et références ».
Gérard Linard, né le 6 mars 1943, est le président de l'Union royale belge des sociétés de football association. Il a succédé à François De Keersmaecker en juin 2017.